# Serres (Grecia)
Serres (en griego: Σέρρες; en griego antiguo: Σέῤῥαι) es una ciudad griega situada en la periferia de Macedonia Central, en la unidad periférica de Serres, de la cual es asimismo capital. Ocupa una fértil planicie situada a 70 kilómetros de Tesalónica. Su población era de 56 145 personas según el censo de 2001. Es la ciudad natal del futbolista que dio a Grecia la victoria en la Eurocopa de 2004.

## Economía
Serres es la capital de un distrito principalmente agrícola y un importante centro de comercio de tabaco, granos y ganado. Debido al desarrollo propiciado por el gobierno a finales del siglo XX, se ha convertido en un centro de producción de textiles y otros artículos manufacturados.